# Рустикелло из Пизы
Рустича́но или Рустике́лло, часто с эпитетом «из Пизы», «да Пиза», «Пизанский» (итал. Rusticiano, Rustichello da Pisa) — итальянский писатель
 конца XIII века, наиболее известный как соавтор Марко Поло, записавший с его слов так называемую «Книгу о разнообразии мира» (также известную как «Миллион», «Книга чудес» или просто «Книга Марко Поло»).
О жизни Рустикелло известно очень мало. Есть сведения о его службе при дворе английского короля Эдуарда I, которого он сопровождал на пути через Италию во время Девятого крестового похода в 1272 году. К этому времени относится написанный на старофранцузском языке «Роман о короле Артуре» (Roman de Roi Artus); он также известен как «Компиляция», поскольку был составлен на основе рукописей, находившихся в дорожной библиотеке Эдуарда. Книга впоследствии была разделена на две части, названные по имени главных героев, — «Роман о Мелиадусе» (Le Roman de Meliadus) и «Гвирон Вежественный» (Guiron le Courtois). Под Мелиадусом подразумевается отец Тристана, но по сути эта часть представляет компиляцию прозаического «Романа о Тристане и Изольде». Эти сочинения пользовались популярностью на протяжении столетий и оказали влияние на средневековую литературу Франции, Италии и даже Греции.
В 1284 году Рустикелло принимал участие в войне между Пизой и Генуей на стороне родного города, после битвы при Мелории попал в плен. Во время долгого заключения он познакомился с Марко Поло, также пленённым генуэзцами (после сражения при Курцоле в 1298 году). Как традиционно считается, Рустикелло записал рассказы о путешествиях Марко Поло (также на старофранцузском), которые впоследствии были оформлены в единую книгу. Дальнейшая судьба его неизвестна.

## Сочинения
- Le Roman de Meliadus. Манускрипт Français 1463 из собрания Национальной библиотеки Франции.
  - Le Roman de Meliadus. Печатный текст в онлайн версии на старофранцузском языке на сайте Пизанского университета.